# Monotaxis grandiflora
Monotaxis grandiflora är en törelväxtart som beskrevs av Stephan Ladislaus Endlicher. Monotaxis grandiflora ingår i släktet Monotaxis och familjen törelväxter.

## Underarter
Arten delas in i följande underarter:
- M. g. grandiflora
- M. g. obtusifolia